# Myotis caucensis
Myotis caucensis — вид рукокрилих ссавців з родини лиликових.

## Таксономічна примітка
Таксон відокремлено від M. nigricans; назва osculati може бути правильною назвою для цього виду, хоча вона все ще зберігається під M. nigricans до подальшого дослідження.

## Поширення
Країни проживання: Колумбія, Еквадор, Перу, Болівія?, Бразилія?.